# Tomáš Mezera
Tomáš Mezera, född den 5 november 1958 i Tjeckoslovakien, är en tjeckisk-australisk före detta racerförare.

## Racingkarriär
Mezera föddes i Tjeckoslovakien, men emigrerade till Australien som ung för att jobba som skidinstruktör. Han valde att stanna kvar där, och började tävla som racerförare i australiska formel Ford 1982. 1985 blev Mezera australisk mästare i kategorin, innan han 1987 blev tvåa i den brittiska serien. Efter några år i enduranceracing där han vann Bathust 1000 1988 ställde han upp i ATCC 1992 för det unga teamet Holden Racing Team, där han slutade på sextonde plats. 1993 fortsatte han med HRT och blev sjua totalt, nia 1994 och femma 1995. Efter det fick han en managementroll inom HRT när stallet etablerade sig i toppen tack vare Craig Lowndes. Mezera startade sedan ett eget team 1999 med Tomas Mezera Racing nådde aldrig några större framgångar.